# Epizeuxis melanotypa
Epizeuxis melanotypa là một loài bướm đêm trong họ Noctuidae.